# Gran Premio de Austria de Motociclismo de 1987
El Gran Premio de Austria de Motociclismo de 1987 fue la quinta prueba de la temporada 1987 del Campeonato Mundial de Motociclismo. El Gran Premio se disputó el 7 de junio de 1987 en el Circuito de Salzburgring.

## Resultados 500cc
En la categoría reina, tercera victoria de la temporada (segunda consecutiva) para el piloto australiano Wayne Gardner por delante del estadounidense Randy Mamola y del británico Niall Mackenzie. En la clasificación mundial, Gardner aventaja a Mamola por 14 puntos.
| Pos.     | Piloto              | Equipo    | Tiempo    | Pts. |
| -------- | ------------------- | --------- | --------- | ---- |
| 1        | Wayne Gardner       | Honda     | 39.57.89  | 15   |
| 2        | Randy Mamola        | Yamaha    | 40.00.26  | 12   |
| 3        | Niall Mackenzie     | Honda     | 40.11.10  | 10   |
| 4        | Ron Haslam          | Elf-Honda | 40.17.26  | 8    |
| 5        | Robert McElnea      | Yamaha    | 40.22.26  | 6    |
| 6        | Christian Sarron    | Yamaha    | 40.32.10  | 5    |
| 7        | Shungi Yatsushiro   | Honda     | 40.42.07  | 4    |
| 8        | Roger Burnett       | Honda     | 40.54.52  | 3    |
| 9        | Tadahiko Taira      | Yamaha    | 40.54.86  | 2    |
| 10       | Pierfrancesco Chili | Honda     | 40.55.09  | 1    |
| 11       | Richard Scott       | Yamaha    | 41.09.82  |      |
| 12       | Didier de Radiguès  | Cagiva    | 41.16.35  |      |
| 13       | Fabio Biliotti      | Honda     | 1 Vuelta  |      |
| 14       | Wolfgang von Muralt | Suzuki    | 1 Vuelta  |      |
| 15       | Alessandro Valesi   | Honda     | 1 Vuelta  |      |
| 16       | Karl Truchsess      | Honda     | 1 Vuelta  |      |
| 17       | Simon Buckmaster    | Honda     | 1 Vuelta  |      |
| 18       | Manfred Fischer     | Honda     | 1 Vuelta  |      |
| 19       | Gerold Fisher       | Honda     | 1 Vuelta  |      |
| 20       | Hervé Guilleux      | Fior      | 1 Vuelta  |      |
| 21       | Silvo Habat         | Honda     | 2 Vueltas |      |
| 22       | Maarten Duyzers     | Honda     | 2 Vueltas |      |
| 23       | Georg Jung          | Honda     | 2 Vueltas |      |
| 24       | Steve Manley        | Suzuki    | 2 Vueltas |      |
| 25       | Rudolf Zeller       | Honda     | 2 Vueltas |      |
| Ret      | Eddie Lawson        | Yamaha    | Ret       |      |
| Ret      | Christopher Bürki   | Honda     | Ret       |      |
| Ret      | Josef Doppler       | Honda     | Ret       |      |
| Ret      | Marco Gentile       | Fior      | Ret       |      |
| Ret      | Kenny Irons         | Suzuki    | Ret       |      |
| Ret      | Frans Kaserer       | Suzuki    | Ret       |      |
| Ret      | Bruno Kneubühler    | Honda     | Ret       |      |
| Ret      | Gustav Reiner       | Honda     | Ret       |      |
| Ret      | Raymond Roche       | Cagiva    | Ret       |      |
| Ret      | Andreas Leuthe      | Honda     | Ret       |      |
| Ret      | Michael Rudroff     | Honda     | Ret       |      |
| Ret      | Helmut Schütz       | Honda     | Ret       |      |
| DNQ      | Dietmar Marehardt   | Honda     | DNQ       |      |
| DNQ      | Fabio Barchitta     | Honda     | DNQ       |      |
| Sources: |                     |           |           |      |

## Resultados 250cc
En el cuarto de litro, continúa la serie de triunfos del alemán Anton Mang, que suma tres consecutivos, por delante del italiano Loris Reggiani y del también alemán Reinhold Roth. Mang comanda la clasificación provisional por delante de Roth y del español Sito Pons.
| Pos. | Piloto               | Moto     | Tiempo   | Pts. |
| ---- | -------------------- | -------- | -------- | ---- |
| 1    | Anton Mang           | Honda    | 35.01.18 | 15   |
| 2    | Loris Reggiani       | Aprilia  | 35.06.64 | 12   |
| 3    | Reinhold Roth        | Honda    | 35.06.86 | 10   |
| 4    | Sito Pons            | Honda    | 35.07.15 | 8    |
| 5    | Carlos Cardús        | Honda    | 35.07.37 | 6    |
| 6    | Jacques Cornu        | Honda    | 35.07.64 | 5    |
| 7    | Dominique Sarron     | Honda    | 35.07.87 | 4    |
| 8    | Carlos Lavado        | Yamaha   | 35.28.37 | 3    |
| 9    | Stéphane Mertens     | Sekitoba | 35.44.21 | 2    |
| 10   | Martin Wimmer        | Yamaha   | 35.44.43 | 1    |
| 11   | Juan Garriga         | Yamaha   | 35.44.71 |      |
| 12   | Hans Lindner         | Honda    | 35.51.56 |      |
| 13   | Englebert Neumair    | Rotax    | 35.53.46 |      |
| 14   | Jean-François Baldé  | Honda    | 35.53.73 |      |
| 15   | Wilhelm Hoerhager    | Honda    | 35.54.94 |      |
| 16   | Guy Bertin           | Honda    | 35.55.22 |      |
| 17   | Manfred Herweh       | Honda    | 36.06.69 |      |
| 18   | Maurizio Vitali      | Garelli  | 36.07.00 |      |
| 19   | Donnie McLeod        | EMC      | 36.07.46 |      |
| 20   | Jochen Schmid        | Yamaha   | 36.97.91 |      |
| 21   | Helmut Bradl         | Honda    | 36.08.10 |      |
| 22   | Jean-Philippe Ruggia | Yamaha   | 36.08.07 |      |
| 23   | Josef Hutter         | Honda    | 36.08.74 |      |
| 24   | Karl Thomas Bacher   | Rotax    | 36.08.97 |      |
| 25   | Jean-Michel Mattioli | Yamaha   | 36.09.24 |      |
| 26   | Stefan Klabacher     | Rotax    | 36.11.11 |      |
| 27   | Harald Eckl          | Honda    | 36.11.50 |      |
| 28   | Garry Cowan          | Honda    | 36.14.26 |      |
| 29   | Urs Lüzi             | Honda    | 36.14.53 |      |
| 30   | Urs Jücker           | Yamaha   | 1 Vuelta |      |
| 31   | Siegfried Minich     | Honda    | 1 Vuelta |      |
| Ret  | Luca Cadalora        | Yamaha   | Ret      |      |
| Ret  | René Delaby          | Yamaha   | Ret      |      |
| Ret  | Konrad Hefele        | Honda    | Ret      |      |
| Ret  | Patrick Igoa         | Yamaha   | Ret      |      |
| Ret  | Ivan Palazzese       | Yamaha   | Ret      |      |
| DNQ  | Alberto Rota         | Honda    | DNQ      |      |
| DNQ  | Kevin Mitchell       | Yamaha   | DNQ      |      |
| DNQ  | Andreas Preining     | Rotax    | DNQ      |      |
| DNQ  | Jean Foray           | Yamaha   | DNQ      |      |
| DNQ  | Werner Felber        | Rotax    | DNQ      |      |
| DNQ  | Stefano Caracchi     | Honda    | DNQ      |      |
| DNQ  | Bernard Haenggeli    | Yamaha   | DNQ      |      |
| DNQ  | Fausto Ricci         | Honda    | DNQ      |      |
| DNQ  | Alain Bronec         | Honda    | DNQ      |      |

## Resultados 125cc
Continúa el dominio incontestable de Fausto Gresini en 125, con cuatro victorias en cuatro Grandes Premios. En el segundo puesto se coló el también italiano y compañero de escudería en Garelli, Bruno Casanova. El tercer puesto fue para el también transalpino Paolo Casoli
| Pos. | Piloto                       | Moto     | Tiempo    | Pts. |
| ---- | ---------------------------- | -------- | --------- | ---- |
| 1    | Fausto Gresini               | Garelli  | 33.57.20  | 15   |
| 2    | Bruno Casanova               | Garelli  | 33.58.82  | 12   |
| 3    | Paolo Casoli                 | Moto AGV | 34.14.67  | 10   |
| 4    | August Auinger               | MBA      | 34.14.98  | 8    |
| 5    | Domenico Brigaglia           | Moto AGV | 34.49.10  | 6    |
| 6    | Andrés Sánchez               | Ducados  | 34.54.65  | 5    |
| 7    | Adi Stadler                  | MBA      | 35.08.20  | 4    |
| 8    | Thierry Feuz                 | MBA      | 35.16.68  | 3    |
| 9    | Johnny Wickström             | Tunturi  | 35.16.89  | 2    |
| 10   | Willy Pérez                  | Zanella  | 35.17.10  | 1    |
| 11   | Olivier Liégeois             | Assmex   | 35.17.38  |      |
| 12   | Mike Leitner                 | MBA      | 35.17.61  |      |
| 13   | Iván Troisi                  | MBA      | 35.30.09  |      |
| 14   | Flemming Kistrup             | MBA      | 35.33.07  |      |
| 15   | Peter Sommer                 | MBA      | 1 Vuelta  |      |
| 16   | Jean-Claude Selini           | MBA      | 1 Vuelta  |      |
| 17   | Esa Kytölä                   | MBA      | 1 Vuelta  |      |
| 18   | Karl Dauer                   | MBA      | 1 Vuelta  |      |
| 19   | Fernando González de Nicolás | JJ Cobas | 1 Vuelta  |      |
| 20   | Peter Zwidl                  | MBA      | 1 Vuelta  |      |
| 21   | Robin Milton                 | MBA      | 1 Vuelta  |      |
| 22   | Håkan Olsson                 | Starol   | 1 Vuelta  |      |
| 23   | Christian Le Badezet         | MBA      | 1 Vuelta  |      |
| 24   | Hubert Abold                 | Honda    | 1 Vuelta  |      |
| 25   | Thomas Møller-Pedersen       | MBA      | 1 Vuelta  |      |
| 26   | Helmut Hovenga               | Seel     | 2 Vueltas |      |
| Ret  | Peter Baláž                  | MBA      | Ret       |      |
| Ret  | Pier Paolo Bianchi           | MBA      | Ret       |      |
| Ret  | Alexander Eschig             | MBA      | Ret       |      |
| Ret  | Ezio Gianola                 | Honda    | Ret       |      |
| Ret  | Jussi Hautaniemi             | MBA      | Ret       |      |
| Ret  | Norbert Peschke              | Seel     | Ret       |      |
| Ret  | Lucio Pietroniro             | MBA      | Ret       |      |
| Ret  | Ton Spek                     | MBA      | Ret       |      |
| DNS  | Gastone Grassetti            | MBA      | DNS       |      |
| DNS  | Dirk Hafeneger               | MBA      | DNS       |      |
| DNQ  | Paul Bordes                  | MBA      | DNQ       |      |
| DNQ  | Jacques Hutteau              | MBA      | DNQ       |      |
| DNQ  | Karl Bubenicek               | MBA      | DNQ       |      |
| DNQ  | Alfred Waibel                | Waibel   | DNQ       |      |
| DNQ  | Allan Scott                  | EMC      | DNQ       |      |
| DNQ  | Alfred Gangelberger          | MBA      | DNQ       |      |
| DNQ  | Marco Cipraini               | MBA      | DNQ       |      |
| DNQ  | Robin Appleyard              | MBA      | DNQ       |      |
| DNQ  | Werner Schmied               | Rotax    | DNQ       |      |
| DNQ  | Robert Hmeljak               | MBA      | DNQ       |      |
| DNQ  | Heinz Pristavnik             | MBA      | DNQ       |      |
| DNQ  | Manfred Braun                | MBA      | DNQ       |      |
| DNQ  | Manuel Hernández             | Benetti  | DNQ       |      |
| DNQ  | Gerd Kafka                   | Kazuo    | DNQ       |      |

## Resultados 80cc
La carrera de la cilindrada más pequeña que se disputó el sábado vio la tercera victoria de la temporada del español Jorge Martínez Aspar, por delante del alemán Gerhard Waibel y del también español Manuel Herreros. En este punto de la temporada, Martínez tiene 21 puntos de ventaja por delante de y 24 sobre Herreros.
| Pos. | Piloto               | Moto      | Tiempo   | Pts. |
| ---- | -------------------- | --------- | -------- | ---- |
| 1    | Jorge Martínez Aspar | Derbi     | 28.12.31 | 15   |
| 2    | Gerhard Waibel       | Krauser   | 28.13.20 | 12   |
| 3    | Manuel Herreros      | Derbi     | 28.44.22 | 10   |
| 4    | Josef Fischer        | Krauser   | 28.44.62 | 8    |
| 5    | Ian McConnachie      | Krauser   | 28.44.83 | 6    |
| 6    | Hans Spaan           | Casal     | 28.45.16 | 5    |
| 7    | Hubert Abold         | Krauser   | 28.45.54 | 4    |
| 8    | Alex Barros          | Arbizu    | 29.12.39 | 3    |
| 9    | Luis Miguel Reyes    | Autisa    | 29.12.62 | 2    |
| 10   | Juan Ramón Bolart    | Krauser   | 29.14.05 | 1    |
| 11   | Michael Gschwander   | Seel      | 29.21.23 |      |
| 12   | Ralf Waldmann        | ERK       | 29.23.86 |      |
| 13   | Richard Bay          | Ziegler   | 29.33.35 |      |
| 14   | Theo Timmer          | Casal     | 29.40.50 |      |
| 15   | Heinz Paschen        | Casal     | 29.43.12 |      |
| 16   | Wilco Zeelenberg     | Casal     | 29.43.58 |      |
| 17   | Matthias Ehinger     | Krauser   | 29.52.02 |      |
| 18   | Peter Öttl           | Krauser   | 29.52.30 |      |
| 19   | Alojz Pavlič         | Seel      | 29.53.31 |      |
| 20   | Herri Torrontegui    | JJ Cobas  | 29.55.86 |      |
| 21   | Reiner Koster        | Kroko     | 1 Vuelta |      |
| 22   | Bert Smit            | Minarelli | 1 Vuelta |      |
| 23   | Jos van Dongen       | Krauser   | 1 Vuelta |      |
| 24   | Chris Baert          | Seel      | 1 Vuelta |      |
| 25   | Hans Koopman         | Ziegler   | 1 Vuelta |      |
| 26   | Serge Julin          | Casal     | 1 Vuelta |      |
| Ret  | Seppe Bader          | Auer      | Ret      |      |
| Ret  | Paul Bordes          | RB        | Ret      |      |
| Ret  | Stefan Dörflinger    | Krauser   | Ret      |      |
| Ret  | Karoly Juhasz        | Krauser   | Ret      |      |
| Ret  | Rainer Kunz          | Kroko     | Ret      |      |
| Ret  | Jörg Seel            | Seel      | Ret      |      |
| Ret  | Raimo Lipponen       | Krauser   | Ret      |      |
| Ret  | Günter Schirnhofer   | Krauser   | Ret      |      |
| Ret  | Janez Pintar         | Eberhardt | Ret      |      |
| Ret  | Jean-Marc Velay      | Krauser   | Ret      |      |
| DNS  | Paolo Priori         | Krauser   | DNS      |      |
| DNS  | René Dünki           | Krauser   | DN       |      |
| DNQ  | Otto Machinek        | H&M       | DNQ      |      |
| DNQ  | Thomas Engl          | GPE       | DNQ      |      |
| DNQ  | Mika-Sakari Komu     | Eberhardt | DNQ      |      |
| DNQ  | Stuart Edwards       | Casal     | DNQ      |      |
| DNQ  | Erich Reuberger      | Hummel    | DNQ      |      |